# 長岡禎仁
長岡 禎仁（ながおか よしひと、1993年9月25日 - ）は、中央競馬（JRA）・栗東トレーニングセンターの騎手。

## 来歴
競馬とは縁のない家庭で育った。中学1年生の時に2006年のエリザベス女王杯（第31回エリザベス女王杯、優勝馬:フサイチパンドラ）を京都競馬場で観戦した際に、その華やかさに影響を受けて騎手を志す。 中学校時代はテニス部に所属しつつ、ライディングクラブグリーンオアシスにて乗馬経験をし、競馬学校へ入学する。2012年の卒業時はアイルランド大使特別賞を受賞。和歌山県出身であるが、周囲に甘えてきた環境を打破するために関東所属を希望し、美浦トレーニングセンターの小島茂之厩舎に所属してデビュー。デビュー時は、「長く活躍できるように技術を磨きたい。世界に通用する騎手になりたい」と抱負を述べた。

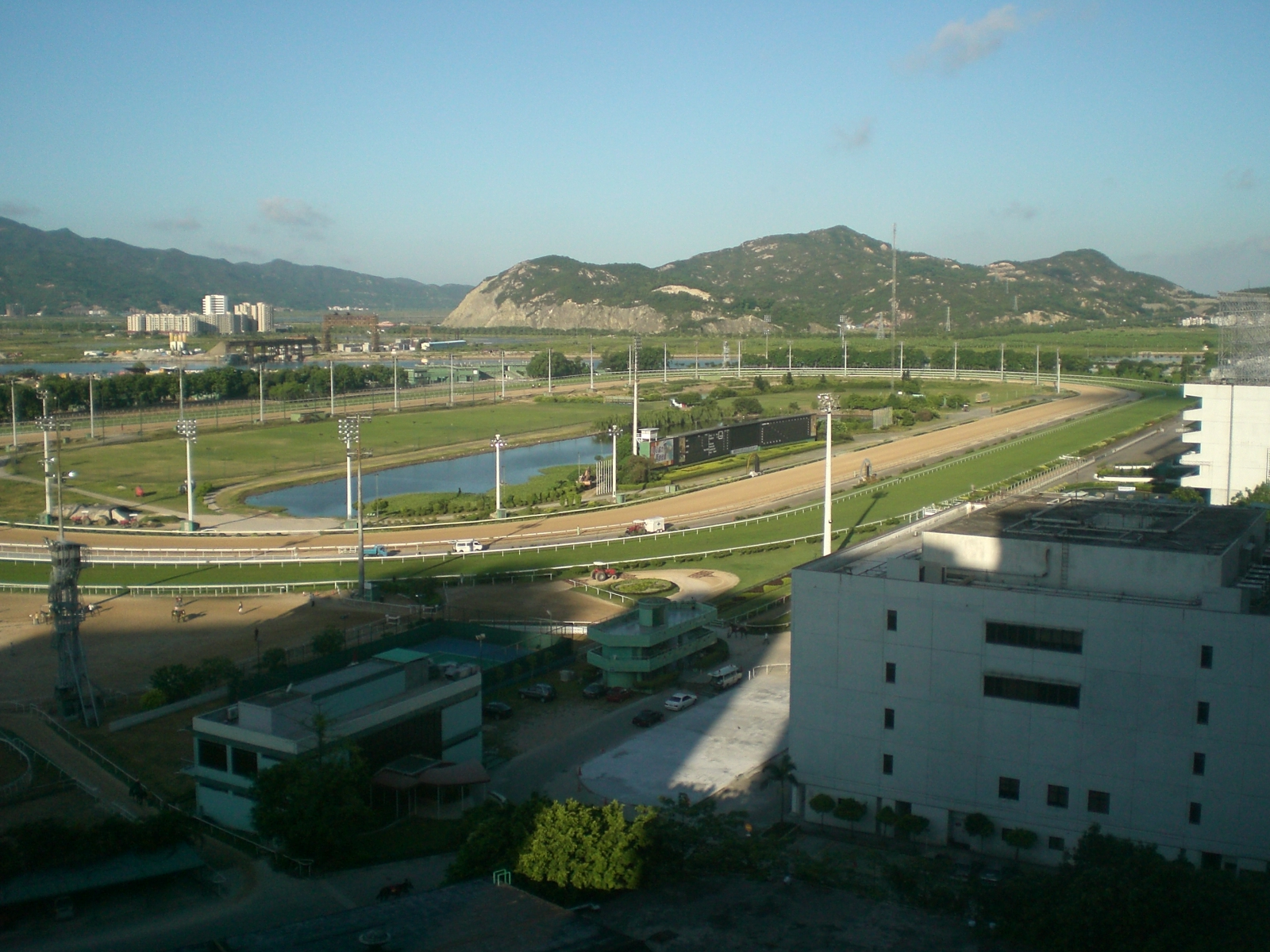
海外初勝利を挙げたマカオ、タイパ競馬場

デビュー1年目は、99戦に騎乗して、94回目の騎乗で達成した1勝にとどまった。2年目の2013年2月からは、減量騎手の起用が多い栗東トレーニングセンター滞在を行った。2014年11月7日、8日にはマカオのタイパ競馬場に赴き、オーストラリア、トルコ、モーリシャスなど世界14ヶ国から見習騎手を招待して行われる「マカオ国際見習騎手招待競走」に日本代表として参戦。5競走に騎乗し、1着1回、2着1回5着2回で41ポイントを獲得し2位、準優勝。
2017年4月の落馬事故で腎臓破裂の重傷を負い、懸命なリハビリを経て5カ月後の9月に復帰したが乗り鞍は激減した。2017年12月1日よりフリーとなる。2019年5月1日より栗東に移籍、高橋亮厩舎の所属となった。
2020年2月23日、第37回フェブラリーステークスにて、調教に騎乗しているケイティブレイブとのコンビでGI級競走初騎乗を果たし、単勝16番人気の最低人気であったが2着となる。また同年のJpnI競走・かしわ記念（船橋競馬場）でも引き続き同馬に騎乗して単勝5番人気(7頭立て)の2着となり、GI級競走初制覇とはならなかったが2戦いずれも単勝人気を大きく上回る成績を残した。
2020年8月16日に行われた小倉記念でアールスターに騎乗し、重賞初勝利を果たす。
2024年11月2日、京都5Rでストップヤーニングに騎乗し1着となり、JRA通算100勝達成。

## 人物
目標とする騎手は蛯名正義。競馬学校卒業時に「蛯名さんのように世界で活躍できる騎手になりたい」としている。

## 主な騎乗馬
- アールスター（2020年小倉記念）
- ケイティブレイブ（2020年フェブラリーステークス2着[15]、かしわ記念2着[16]）
- ガイアフォース (2024年フェブラリーステークス2着、安田記念4着)

## 騎乗成績
以下の内容は、netkeiba.comの情報に基づく。

### 概要
|            | 日付          | 競馬場・開催    | 競走名                 | 格   | 馬名             | 頭数 | 人気 | 着順 |
| ---------- | ------------- | --------------- | ---------------------- | ---- | ---------------- | ---- | ---- | ---- |
| 初騎乗     | 2012年3月3日  | 1回阪神3日目5R  | 3歳未勝利              |      | ナイク           | 16頭 | 11   | 15着 |
| 初勝利     | 2012年12月9日 | 3回中京4日目8R  | 3歳上500万下           |      | トップストライド | 16頭 | 7    | 1着  |
| 重賞初騎乗 | 2015年7月26日 | 2回函館6日目11R | 函館2歳ステークス      | GIII | ペイシャオトメ   | 16頭 | 16   | 16着 |
| 重賞初勝利 | 2020年8月16日 | 2回小倉2日目11R | 小倉記念               | GIII | アールスター     | 14頭 | 10   | 1着  |
| GI初騎乗   | 2020年2月23日 | 1回東京8日目11R | フェブラリーステークス | GI   | ケイティブレイブ | 16頭 | 16   | 2着  |

### 年度別成績
| 年度   | 1着 | 2着 | 3着 | 騎乗数 | 勝率 | 連対率 | 複勝率 |
| ------ | --- | --- | --- | ------ | ---- | ------ | ------ |
| 2012年 | 1   | 4   | 4   | 99     | .010 | .051   | .091   |
| 2013年 | 6   | 4   | 9   | 259    | .023 | .039   | .073   |
| 2014年 | 18  | 25  | 17  | 436    | .041 | .099   | .138   |
| 2015年 | 10  | 4   | 9   | 264    | .038 | .053   | .087   |
| 2016年 | 19  | 11  | 26  | 444    | .043 | .068   | .126   |
| 2017年 | 4   | 5   | 5   | 171    | .023 | .053   | .082   |
| 2018年 | 1   | 6   | 7   | 201    | .005 | .035   | .070   |
| 2019年 | 3   | 2   | 3   | 117    | .026 | .043   | .068   |
| 2020年 | 4   | 9   | 5   | 134    | .030 | .097   | .134   |
| 2021年 | 6   | 9   | 5   | 164    | .037 | 091    | .122   |
| 2022年 | 6   | 4   | 9   | 123    | .049 | .081   | .154   |
| 2023年 | 11  | 6   | 9   | 155    | .071 | .110   | .168   |
| 2024年 | 14  | 14  | 7   | 239    | .059 | .117   | .146   |
| 通算   | 103 | 103 | 115 | 2806   | .037 | .073   | .114   |